# Солнечная улица (Владикавказ)
Солнечная улица — улица во Владикавказе, Северная Осетия, Россия. Улица располагается в Иристонском муниципальном округе Владикавказа между улицами Народов Востока и Гудованцева. Начинается от улицы Народов Востока.
По чётной стороне улицы проходит Иноверческое (мусульманское) кладбище.
Образовалась в первой половине XX века. 
12 ноября 1959 года Орджоникидзевский горсовет присвоил улице к югу от мусульманского кладбища наименование «Солнечная улица».